# Liste der Bodendenkmäler in Sankt Englmar
Auf dieser Seite sind die Bodendenkmäler in der niederbayerischen Gemeinde Sankt Englmar zusammengestellt. Diese Tabelle ist eine Teilliste der Liste der Bodendenkmäler in Bayern. Grundlage ist die Bayerische Denkmalliste, die auf Basis des Bayerischen Denkmalschutzgesetzes vom 1. Oktober 1973 erstmals erstellt wurde und seither durch das Bayerische Landesamt für Denkmalpflege geführt wird. Die folgenden Angaben ersetzen nicht die rechtsverbindliche Auskunft der Denkmalschutzbehörde.

## Bodendenkmäler der Gemeinde Sankt Englmar

### Bodendenkmäler in der Gemarkung Sankt Englmar
| Lage                     | Objekt | Akten-Nr.     | Bild |
| ------------------------ | --- | ------------- | ---- |
| Sankt Englmar (Standort) | Untertägige mittelalterliche und frühneuzeitliche Befunde und Funde im Bereich der Katholischen Pfarrkirche St. Englmar in Sankt Englmar, darunter die Spuren von Vorgängerbauten der Kirche und der Friedhofskapelle sowie der Friedhof. Siehe auch: St. Englmar (Sankt Englmar) | D-2-6942-0006 |      |
| Sankt Englmar (Standort) | Untertägige mittelalterliche und frühneuzeitliche Befunde und Funde im Bereich der Katholischen Kapelle St. Leonhard in Sankt Englmar. Siehe auch: St. Leonhard (Sankt Englmar)                                                                                                   | D-2-6942-0069 |      |
| Sankt Englmar (Standort) | Untertägige mittelalterliche und frühneuzeitliche Befunde und Funde im Bereich der ehemalige St. Bernhardskapelle, darunter auch Spuren der zugehörigen Klause. | D-2-6942-0071 |      |
| Sankt Englmar (Standort) | Untertägige mittelalterliche und frühneuzeitliche Befunde und Funde im Bereich der ehemalige Kapelle St. Egidius. | D-2-6942-0074 |      |